# Nicole Jung
Nicole Yongju Jung, nota solo come Nicole (in hangŭl 정용주; Los Angeles, 7 ottobre 1991), è una cantante sudcoreana.

## Carriera
Dal 2007 al 2014 ha fatto parte del girl group Kara formato dalla DSP Entertainment.
Nel 2014 ha lasciato la DSP Media per passare alla B2M Entertainment con cui ha proseguito la carriera musicale da solista.

## Discografia

### Solista

#### EP
- 2014 - First Romance

Singoli coreani
- 2012 - Lost (feat. Jeong Jin-woon)
- 2014 - Mama

Singoli giapponesi
- 2012 - Lost (feat. Jeong Jin-woon)
- 2015 - Something Special